# Wallis (Texas)
Wallis is een plaats (city) in de Amerikaanse staat Texas, en valt bestuurlijk gezien onder Austin County.

## Demografie
Bij de volkstelling in 2000 werd het aantal inwoners vastgesteld op 1172.
In 2006 is het aantal inwoners door het United States Census Bureau geschat op 1282, een stijging van 110 (9,4%).

## Geografie
Volgens het United States Census Bureau beslaat de plaats een oppervlakte van
4,0 km², geheel bestaande uit land. Wallis ligt op ongeveer 39 m boven zeeniveau.

## Plaatsen in de nabije omgeving
De onderstaande figuur toont nabijgelegen plaatsen in een straal van 20 km rond Wallis.